# ハンス・ヴェルナー・リヒター

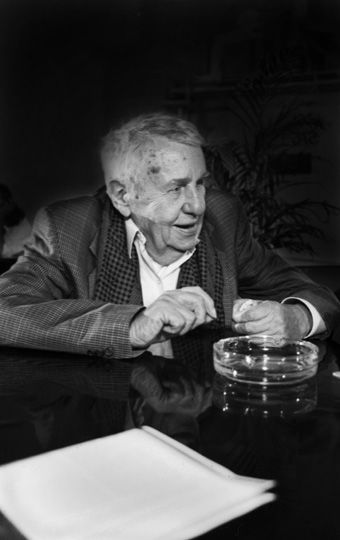
ハンス・ヴェルナー・リヒター(1992)

ハンス・ヴェルナー・リヒター（Hans Werner Richter, 1908年11月12日 - 1993年3月23日）は、ドイツの作家、政治家。
ドイツ帝国領ウーゼドム島（現ポーランド）生まれ。1930年にドイツ共産党に入党したがトロツキズムのため追放された。ナチスに抵抗しパリに逃亡したが、1934年に帰国。1940年にゲシュタポに逮捕され、1943年まで兵役に就く。1946年までアメリカの捕虜収容所に収容され、釈放された。
自身の作品では知名度が高くないが、第二次世界大戦後のドイツにおける新進作家の集まりである47年グループの主宰者として知られている。1993年にミュンヘンで死去。享年84。

## 作品
- Die Geschlagenen (1949年)
- Sie fielen aus Gottes Hand (1951年)
- Spuren im Sand (1953年)
- Linus Fleck oder Der Verlust der Würde (1959年)
- Du sollst nicht töten (1962年)
- Bismarck (1964年)
- Karl Marx in Samarkand (1966年)
- Blinder Alarm (1970年)
- Briefe an einen jungen Sozialisten (1974年)
- Die Flucht nach Abanon (1980年)
- Die Stunde der falschen Triumphe (1981年)
- Ein Julitag (1982年)

## 関連書籍
- 「廃墟のドイツ1947: 47年グループ銘々伝」 飯吉光夫訳 河出書房新社 2015年